# 火风
火风（1962年2月11日—），本名霍烽，男，辽宁沈阳人，中国内地歌手，曾任沈阳市话剧团、沈阳市歌舞团演员，1985年签约广州太平洋影音公司，之后发表了《大花轿》、《开门红》和《老婆老婆我爱你》等作品。
2014年《人物》杂誌报道指火风被四川甘孜白玉寺认证为“活佛”，法号“乌金西珠丹增”。收到读者质疑后，人物杂志于次月刊文勘误和致歉。

## 家庭
前妻仲小萍，两人的儿子霍尊于1990年出生。现任妻子是姜华，婚后两人于2004年生下女儿霍苗。